# 新しいエルサレム

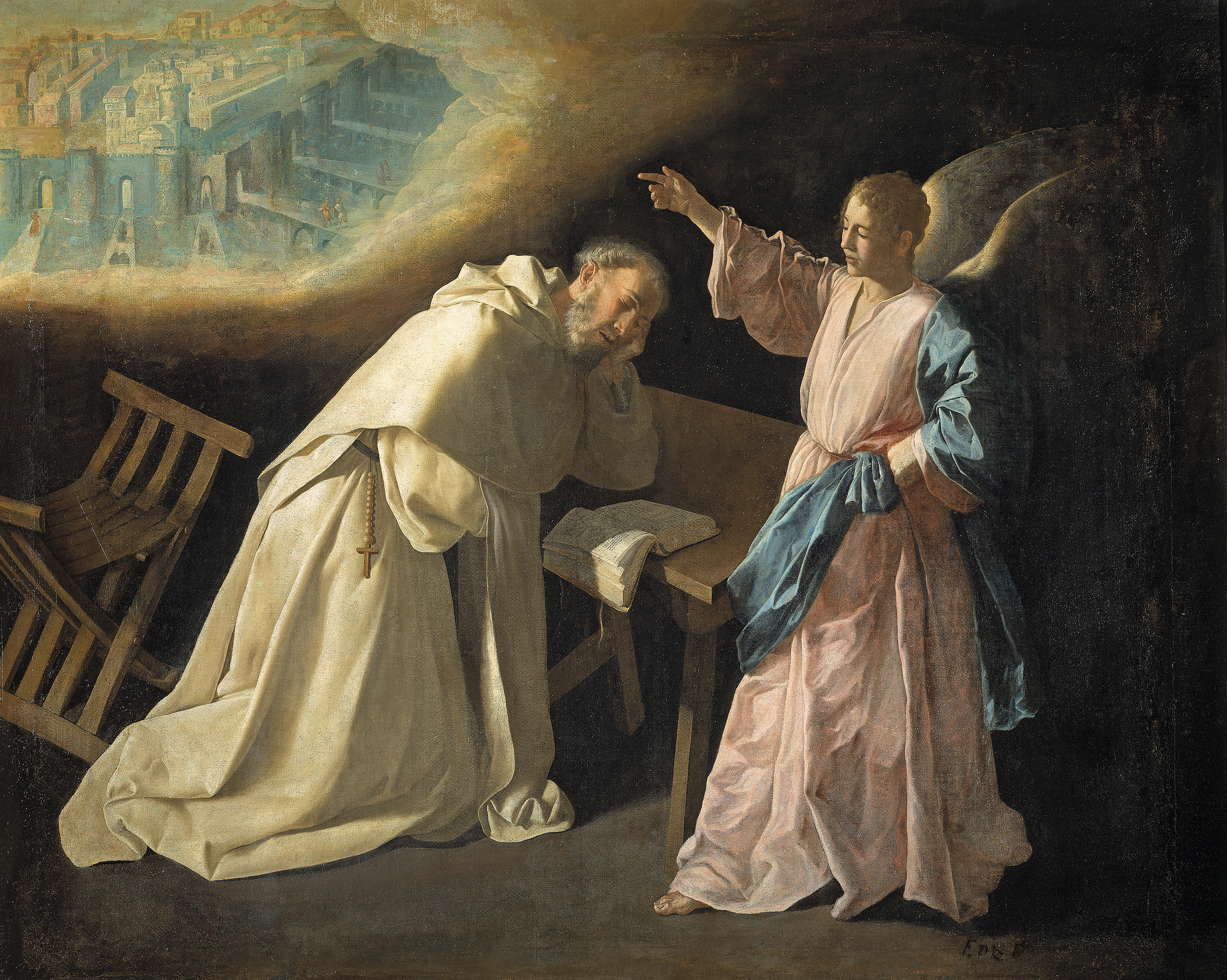
ヨハネが見た幻に出てくる都市、新しいエルサレム。フランシスコ・デ・スルバラン画。

新しいエルサレム（あたらしいエルサレム、New Jerusalem、the tabernacle of God、holy city, city of God、celestial city、heavenly Jerusalem、ヘブライ語：יְהוָה שָׁמָּה, YHWH-shammah、 直訳で「YHWHのおわす」）とは、聖書の語句。『旧約聖書』の「エゼキエル書」で言及されるほか、「ヨハネの黙示録」3:12、21:2に、イエス・キリストからヨハネが受けた啓示として語られる。
新しいエルサレムは、現在のイスラエル共和国の首都のエルサレムではなく、キリストの体である教会を象徴している。黙示録の記述を字義通り解釈する前千年王国説によれば、千年王国、ゴグとマゴグの襲来、最後の審判、新天新地の次に登場する。

## 聖書
ユダヤ教の伝統では至聖所は立方体であるし、キリスト教の伝統では教会は「山」と呼ばれる。記述からすると、聖なる都＝新しいエルサレムは、縦横高さが等しい立方体とも、底面の縦横と高さが等しい四角錐とも、解釈できる。

## 讃美歌
まもなくかなたのは、ヨハネの黙示録で預言された神の都である、新しいエルサレムでの再会を期待する讃美歌であり、葬儀で歌われることがある。

## 参考
- 『子羊の王国』岡山英雄　いのちのことば社
- 『新聖書注解』（新約第三巻）
- 『実用聖書注解』いのちのことば社、1996年
- "Go and measure"